# Nonce

一个典型的基于Nonce的客户端 - 服务器身份验证过程，包括服务器Nonce和客户端的Nonce。

在資訊安全中，Nonce是一个在加密通信只能使用一次的数字。在认证协议中，它往往是一个随机或伪随机数，以避免。Nonce也用于流密码以确保安全。如果需要使用相同的密钥加密一个以上的消息，就需要Nonce来确保不同的消息与该密钥加密的密钥流不同。